# Tephrialia glyptalis
Tephrialia glyptalis là một loài bướm đêm trong họ Noctuidae.